# Center for Research and Social Action
El Center for Research and Social Action (CRSA) (Centre d'Investigació i Acció Social) és una organització jesuïta fundada el 1956 per la companyia de Jesus. Combina la investigació social i la formació de líders. Té l'objectiu de fomentar el lideratge polític i un electorat que reconeix la responsabilitat del govern de prioritzar el desenvolupament en benefici dels més desfavorits de la societat. El CIAS és una organització no sectària i entrena a líders de totes les parts de Sud-amèrica en l'economia i la política del bon govern.